# 메구로 렌
메구로 렌(일본어: 目黒 蓮, 1997년 2월 16일 ~ )은 일본의 아이돌, 배우, 패션 모델이자 가수로, 남자 아이돌 그룹 스노우맨의 멤버이다. 애칭은 메메(めめ)로, 도쿄도를 출신이며, STARTO ENTERTAINMENT 소속.

## 출연 작품

### 영화
- 2023년 나의 행복한 결혼 - 쿠도 키요카 역